# Morales (Familienname)
Morales ist ein spanischer Familienname.

## Herkunft und Bedeutung
Der ursprünglich ortsbezogene Familienname Morales ist abgeleitet von span. moral mit der Bedeutung „Maulbeerbaum“ und bezeichnete jemanden, der in der Nähe weißer Maulbeerbäume lebte. Nachgewiesen ist der Name zuerst im Königreich Kastilien.

## Namensträger

### A
- Adelaida García Morales (1945–2014), spanische Schriftstellerin
- Agustín Morales Hernández (1808–1872), bolivianischer Militär und Politiker, Präsident 1871/1872
- Alberto Morales (* 1964), mexikanischer Fußballspieler
- Alberto Figueroa Morales (* 1961), puerto-ricanischer Geistlicher, Bischof von Arecibo
- Albino Morales (1940–2020), mexikanischer Fußballspieler
- Alfredo Morales (Fußballspieler, 1952) (* 1952), mexikanischer Fußballspieler und Fußballtrainer
- Alfredo Morales (Fußballspieler, 1990) (* 1990), deutsch-amerikanischer Fußballspieler
- Alfredo Morales Cartaya (1947/1948–2010), kubanischer Politiker
- Alfredo Gómez Morales (1908–1990), argentinischer Ökonom und Politiker
- Allan Morales (* 1989), costa-ricanischer Radrennfahrer
- Álvaro Pachón Morales (* 1945), kolumbianischer Radrennfahrer
- Amaury Morales (Amaury Morales Rosas, * 2005), mexikanischer Fußballspieler
- Ambrosio de Morales (1513–1591), spanischer Humanist, Historiker und Archäologe
- Antonio Morales (1929–2012), chilenischer Fußballspieler
- Antonio Morales (1943–2014), spanisch-philippinischer Sänger
- Armando Morales (1927–2011), nicaraguanischer Maler
- Aurelio Nuño Morales (1949–2022), mexikanischer Architekt

### B
- Beatriz Morales (* 1981), mexikanische Künstlerin

### C
- Carlos Morales (Leichtathlet) (* 1966), chilenischer Leichtathlet
- Carlos Morales (Fußballspieler, 1968) (Carlos Leonardo Morales Santos; * 1968), paraguayischer Fußballspieler
- Carlos Morales (Pornodarsteller) (* 1968), venezolanischer Pornodarsteller
- Carlos Morales (Fußballspieler, 1979) (Carlos Adrián Morales Higuera; * 1979), mexikanischer Fußballspieler
- Carlos Morales Troncoso (1940–2014), dominikanischer Politiker
- Carlos Felipe Morales (1868–1914), dominikanischer Politiker, Präsident 1903 bis 1906
- Carlos Luis Morales (1965–2020), ecuadorianischer Fußballtorhüter
- Carlos María Morales (* 1970), uruguayischer Fußballspieler
- Carlos Mauricio Morales (1852/1853–1917), spanischer Weinfabrikant und Politiker
- Carlos Raúl Morales (* 1970), guatemaltekischer Politiker und Diplomat
- Carmelo Morales (Radsportler) (1930–2003), spanischer Radrennfahrer
- Carmelo Morales (Rennfahrer) (* 1978), spanischer Motorradrennfahrer
- Carmengloria Morales (* 1942), chilenisch-italienische Malerin
- Celestino Morales (* 1959), mexikanischer Fußballspieler
- Celiangeli Morales (* 1985), puerto-ricanische Leichtathletin
- César Morales (* 1978), mexikanischer Boxer
- Christopher Morales Williams (* 2004), kanadischer Leichtathlet
- Cristina Morales (* 1985), spanische Autorin, Dramatikerin und Tänzerin
- Cristóbal de Morales (um 1500–1553), spanischer Komponist

### D
- Daniel Morales (1928–2007), chilenischer Fußballspieler
- Dany Morales (* 1981), guatemaltekischer Radrennfahrer
- David Morales (* 1961), US-amerikanischer Musiker
- David Morales (Schauspieler) (1918–2006), US-amerikanischer Schauspieler
- Diego Morales (* 1979), mexikanischer Boxer

### E
- Edgar Alejandro Morales († 2013), mexikanischer Radsportler
- Edgardo Morales († 2013), puerto-ricanischer Musiker
- Elvira Alarcón Morales (* 1997), mexikanische Schachspielerin
- Erik Morales (* 1976), mexikanischer Boxer
- Esai Morales (* 1962), US-amerikanischer Schauspieler
- Esy Morales (1917–1950), puerto-ricanischer Musiker
- Esther Morales-Cañadas (* 1951), spanische Cembalistin
- Eusebio Ramos Morales (* 1952), puerto-ricanischer Priester, Bischof von Fajardo-Humacao
- Evo Morales (* 1959), bolivianischer Politiker, ehemaliger Staatspräsident von Bolivien
- Ezequiel Morales (* 1974), argentinischer Triathlet

### F
- Fabio de Jesús Morales Grisales (1934–2025), kolumbianischer Ordensgeistlicher, Bischof von Mocoa-Sibundoy
- Felipe González Morales, chilenischer Rechtswissenschaftler und seit 2017 Menschenrechtsexperte für Migration
- Fernando Morales (* 1985), mexikanischer Fußballspieler
- Florencio Morales Ramos (1915–1989), puerto-ricanischer Sänger und Komponist
- Francisco Javier de Morales (1696–1774), spanischer Offizier
- Francisco Morales Bermúdez (1921–2022), peruanischer General und Politiker, Staatspräsident 1975 bis 1980
- Francisco Tomás Morales (1781 oder 1783–1845), spanischer Offizier während der venezolanischen Unabhängigkeitskriege

### G
- Genoveva Torres Morales (1870–1956), spanische Ordensschwester und Ordensgründerin
- Gonzalo Güell y Morales de los Ríos (1895–1985), kubanischer Politiker, siehe Gonzalo Güell
- Gregorio Morales († 2015), spanischer Schriftsteller

### H
- Héctor Morales (Radsportler) (* 1981), uruguayischer Radsportler
- Héctor Ibarra Morales (* 1931), mexikanischer Diplomat
- Héctor Luis Morales Sánchez (* 1954), mexikanischer Geistlicher
- Heriberto Morales (* 1975), mexikanischer Fußballspieler
- Horacio Morales (Fußballspieler) (1943–2021), argentinischer Fußballspieler
- Horacio Morales (Politiker) (1943–2012), philippinischer Wirtschaftswissenschaftler und Politiker
- Hugo Morales (* 1974), argentinischer Fußballspieler

### I
- Iván Morales (* 1999), chilenischer Fußballspieler
- Ivan Morales junior (* 1981), brasilianischer Filmeditor und Filmemacher

### J
- Jacobo Morales (* 1934), puerto-ricanischer Schauspieler
- Janpol Morales (Leroy Janpol Morales Napa, * 1998), panamaischer Fußballspieler
- Javier Martin Morales (* 1995), spanischer Triathlet
- Jesús Morales Martínez (* 1985), mexikanischer Fußballspieler
- Jimmy Morales (* 1969), guatemaltekischer Komiker und Politiker (FCN)
- Johnny Morales (* 1983), guatemaltekischer Radrennfahrer
- Jorge Morales (* 1951), spanischer Paläontologe
- José Morales (Moderner Fünfkämpfer) (1901–??), mexikanischer Moderner Fünfkämpfer
- José Morales (Fußballspieler, 1910) (1910–1944), peruanischer Fußballspieler
- José Morales (Fußballspieler, 1996) (* 1996), guatemaltekischer Fußballspieler
- José Adolfo Mojica Morales (1936–2012), salvadorianischer Geistlicher, Bischof von Sonsonate
- José Alonso Morales († 2012), spanischer Philosoph und Theologe
- José Luis Morales (Ruderer) (* 1950), mexikanischer Ruderer
- José Luis Morales (Fußballspieler, 1973) (* 1973), spanischer Fußballspieler
- José Luis Morales (Fußballspieler, 1987) (* 1987), spanischer Fußballspieler
- José Oregón Morales (* 1949), peruanischer Schriftsteller
- José Ramón Villeda Morales (1908–1971), honduranischer Politiker, Präsident von Honduras
- José Morales Berriguete (Moleiro; * 1915), spanischer Fußballspieler
- Juan Morales (Politiker), honduranischer Politiker
- Juan Morales (Langstreckenläufer) (1909–??), mexikanischer Langstreckenläufer
- Juan Morales (Hürdenläufer) (* 1948), kubanischer Hürdenläufer und Sprinter
- Juan Morales (Radsportler) (* 1949), kolumbianischer Radrennfahrer
- Juan Bautista Morales (um 1597–1664), spanischer Dominikaner und Missionar
- Juan José Morales (* 1982), argentinischer Fußballspieler
- Juan Morales Ruiz (* 1953), spanischer Mathematiker
- Juan Manuel Morales (* 1988), uruguayischer Fußballspieler
- Juan Manuel Morales Martins (* 1989), venezolanischer Fußballspieler
- Juan Muñoz de la Peña Morales (* 1996), spanischer Handballspieler
- Juan Vicente Morales (1956–2020), uruguayischer Fußballspieler
- Julio Morales (Fußballspieler, 1945) (Julio César Morales; 1945–2022), uruguayischer Fußballspieler
- Julio Morales (Fußballspieler, 1957) (Julio César Morales Piedra; * 1957), costa-ricanischer Fußballspieler
- Julio Morales (Fußballspieler, 1982) (Julio César Morales Vargas; * 1982), costa-ricanischer Fußballspieler
- Julio Morales (Fußballspieler, 1993) (Julio César Morales Zavala; * 1993), mexikanisch-US-amerikanischer Fußballspieler

### L
- Leopoldo Praxedis Morales (* 1953), mexikanischer Künstler
- Lorenzo Morales (1914–2011), kolumbianischer Komponist und Akkordeonist
- Lucas Morales (* 1994), uruguayischer Fußballspieler
- Luciana Morales Mendoza (* 1987), peruanische Schachspielerin
- Luis de Morales (1510?–1586), spanischer Maler
- Luis Morales (Leichtathlet) (Luis Morales Scott; * 1964), puerto-ricanischer Leichtathlet
- Luis Morales (Fußballspieler, 1997) (* 1997), uruguayischer Fußballspieler
- Luis Morales (Radsportler), uruguayischer Radsportler
- Luis Abanto Morales (1923–2017), peruanischer Musiker
- Luis Ángel Morales (* 1992), mexikanischer Fußballspieler
- Luis Morales Reyes (1936–2024), mexikanischer Geistlicher, Erzbischof von San Luis Potosí

### M
- Manuel Inocente Morales (1845–1919), el-salvadoranischer Politiker und Diplomat
- Marcelo Morales (Fußballspieler, 1966) (* 1966), argentinischer Fußballspieler
- Marcelo Morales (Fußballspieler, 2003) (* 2003), chilenischer Fußballspieler
- Mario Morales (Schauspieler) (1929–2008), spanischer Schauspieler
- Mario Morales (* 1960), puerto-ricanischer Basketballspieler
- Mark Morales (1968–2021), US-amerikanischer Musiker
- Martín Morales (* 1978), uruguayischer Fußballspieler
- Massimo Morales (* 1964), italienischer Fußballspieler und -trainer
- Maura Morales (* 1973), kubanische Choreografin und Tänzerin
- Mauricio Morales (* 2000), chilenischer Fußballspieler
- Melesio Morales (1838–1908), mexikanischer Komponist
- Melissa Morales (* 1990), guatemaltekische Tennisspielerin
- Memo Morales (1937–2017), venezolanischer Sänger
- Michael Morales (* 1959), US-amerikanischer Todeskandidat
- Michel Morales (* 1966), deutscher Filmproduzent, Regisseur und Drehbuchautor
- Miguel Torres Morales (* 1975), peruanisch-deutscher Autor
- Miguel Ángel Treviño Morales (* 1970), mexikanischer Drogenhändler
- Miguel Ramón Morales († 1855), nicaraguanischer Politiker
- Mimi Morales (* 1976), kolumbianische Schauspielerin

### N
- Natalie Morales (Moderatorin) (* 1972), US-amerikanische Fernsehmoderatorin und Nachrichtensprecherin
- Natalie Morales (Schauspielerin) (* 1985), US-amerikanische Schauspielerin
- Nicole Morales Claure (* 1998), spanische Handballspielerin
- Noro Morales (1911–1964), puerto-ricanischer Musiker

### O
- Óscar Morales (Fußballspieler, 1975) (* 1975), uruguayischer Fußballspieler
- Óscar Morales (Fußballspieler, 1986) (* 1986), honduranischer Fußballspieler
- Óscar Julio Vian Morales (1947–2018), guatemaltekischer Ordenspriester, Erzbischof von Guatemala-Stadt
- Otto Morales Benítez (1920–2015), kolumbianischer Jurist und Politiker

### P
- Pablo Morales (Mediziner) (1918–2016), philippinisch-US-amerikanischer Urologe
- Pablo Morales (Baseballfunktionär), venezolanischer Baseballfunktionär
- Pablo Morales (Schwimmer) (* 1964), US-amerikanischer Schwimmer
- Pablo Morales (Basketballspieler), uruguayischer Basketballspieler
- Pedro Morales Torres (1932–2000), chilenischer Fußballspieler und -trainer
- Pedro Morales (1942–2019), puerto-ricanischer Wrestler
- Pedro Andrés Morales Flores (* 1985), chilenischer Fußballspieler
- Peter Morales, US-amerikanischer Theologe

### R
- Rafael Morales Duque (1929–2021), kolumbianischer Ordensgeistlicher, Apostolischer Präfekt von Guapi
- Ramón Morales (* 1975), mexikanischer Fußballspieler
- Ramón Ovidio Pérez Morales (* 1932), venezolanischer Geistlicher, Erzbischof von Los Teques
- Remigio Morales Bermúdez (1836–1894), peruanischer General und Politiker
- Ricardo Basilio Morales Galindo (* 1972), chilenischer Geistlicher, Bischof von Copiapó
- Richard Morales (* 1975), uruguayischer Fußballspieler
- Roberto Morales Ojeda (* 1967), kubanischer Politiker
- Rodolfo Castillo Morales († 2011), argentinischer Rehabilitationsarzt und Therapeut
- Romel Morales (* 1997), kolumbianischer Fußballspieler

### S
- Salvador González Morales (* 1971), mexikanischer Geistlicher, römisch-katholischer Weihbischof in Mexiko-Stad
- Saúl Morales (1974–2000), spanischer Radrennfahrer
- Silinda Oneisi Morales (* 2000), kubanische Diskuswerferin
- Sonia Morales, peruanische Folkloresängerin
- Surella Morales (* 1963), kubanische Sprinterin

### T
- Tania Morales (* 1986), mexikanische Fußballspielerin
- Tomás Morales (Dichter) (1884–1921), spanischer Dichter
- Tomás Morales (1908–1994), spanischer Jesuit

### V
- Víctor Morales (Fußballspieler) (1905–1938), chilenischer Fußballspieler
- Víctor Morales (Radsportler) (* 1943), ecuadorianischer Radrennfahrer

### W
- Winston Morales Chavarro (* 1969), kolumbianischer Dichter, Schriftsteller und Journalist

### Y
- Yayo Morales (* 1967), bolivianischer Jazzmusiker

### Z
- Zoraida Morales (1927–2004), kubanische Sopranistin